# Podkarpacie Razem
Podkarpacie Razem – centroprawicowy komitet wyborczy wyborców startujący w wyborach samorządowych w 2002 w województwie podkarpackim. Wystartował do sejmiku województwa podkarpackiego oraz do rady powiatu rzeszowskiego.
Komitet tworzyły partie polityczne – Platforma Obywatelska, Prawo i Sprawiedliwość, Ruch Społeczny i Stronnictwo Konserwatywno-Ludowe – Ruch Nowej Polski – a także Wspólnota Samorządowa oraz osoby związane z NSZZ „Solidarność” i Akcją Katolicką. W tworzeniu komitetu początkowo brała też udział Liga Polskich Rodzin, jednak ostatecznie wystawiła ona własne listy. Podkarpacie Razem było jedynym w kraju komitetem startującym do sejmiku województwa, na listach którego znaleźli się zarówno działacze PO i PiS (którzy w 14 z 15 pozostałych województw wystartowali wspólnie, w ramach komitetu PO-PiS), jak i środowiska dawnej Akcji Wyborczej Solidarność (które w pozostałych województwach nie zawierały formalnych sojuszy z PO i PiS).
Podkarpacie Razem uzyskało 7 z 33 mandatów radnych sejmiku (otrzymało 106 504 głosy, tj. 15,37%, co dało 4. miejsce spośród wszystkich komitetów, jednak 2. – za LPR – wynik pod względem liczby mandatów).
Na radnych z ramienia Podkarpacia Razem zostali wybrani: 
- Piotr Babinetz (PiS)
- Krzysztof Kłak (SKL-RNP)
- Dariusz Kłeczek (PiS)
- Barbara Kuźniar-Jabłczyńska (PO)
- Władysław Ortyl (RS)
- Zbigniew Sieczkoś (RS)
- Wiktor Stasiak

W sejmiku II kadencji powstał klub radnych Podkarpacie Razem, który przetrwał przez kilka lat, jednak pod koniec kadencji (2006) już nie funkcjonował. Wywodzący się z AWS Wiktor Stasiak na początku kadencji zrezygnował z mandatu (zostając wiceprezydentem Tarnobrzega), a jego miejsce zajął w 2003 Roman Ryznar (także wywodzący się z AWS). W 2005, po wyborze do parlamentu Dariusza Kłeczka i Władysława Ortyla, ich miejsca w sejmiku zajęli Jacek Koralewski i Przemysław Wojtys. Pod koniec kadencji Piotr Babinetz, Jacek Koralewski, Zbigniew Sieczkoś i Przemysław Wojtys wraz z kilkoma innymi radnymi tworzyli klub PiS, zaś pozostali radni wybrani z list Podkarpacia Razem (Krzysztof Kłak, Barbara Kuźniar-Jabłczyńska i Roman Ryznar) nie byli zrzeszeni w żadnym klubie, reprezentując PO.
Podkarpacie Razem znajdowało się w sejmiku w opozycji wobec koalicji PSL-SLD-Samoobrona RP-UP (od lutego 2003 bez udziału Samoobrony RP).
W wyborach do rady powiatu rzeszowskiego Podkarpacie Razem, przy poparciu 32,4%, zdobyło większość mandatów (15 z 29). Radnym został m.in. Stanisław Ożóg, który został wybrany na starostę powiatu. W 2005, po jego wyborze na posła (z ramienia PiS), starostą został inny radny Podkarpacia Razem, Józef Jodłowski.